# 玛迪·鲍曼
玛迪·鲍曼（英語：Maddie Bowman，1994年1月10日—），美国女子自由式滑雪运动员。她曾代表美国参加2014年和2018年冬季奥林匹克运动会自由式滑雪比赛，获得一枚金牌。